# Mademoiselle Drot

Mademoiselle Drot est un téléfilm franco-belge de Christian Faure et diffusé en 2010.

## Synopsis
En 1938, à la veille de la Seconde Guerre mondiale, Bénédicte Drot de Fézinzac, jeune femme issue de la petite noblesse versaillaise, vient d’accoucher d’une petite fille, hors les liens du mariage… L’enfant est placée dans un orphelinat religieux, et Bénédicte, chassée de la maison familiale, est obligée de se placer comme domestique. Elle trouve un emploi de gouvernante chez Antoinette et Ernest Treives, un jeune couple de la haute société parisienne, vivant sur un grand pied, à la Plaine Monceau. Tout dans leur mode de vie heurte l’austère Bénédicte. De plus, ils sont juifs, ce qui horrifie la jeune catholique, pétrie de préjugés antisémites. Mais la nécessité, le sens du devoir et du travail bien fait, puis, progressivement, l’attachement qu’elle éprouve malgré elle pour sa jeune maîtresse, aident Bénédicte à surmonter son aversion première. Quand Antoinette donne naissance à un petit garçon en plein exode, Bénédicte se dévoue entièrement à l’enfant et à sa mère, sans toutefois jamais révéler à Antoinette le secret de ses origines, ni qu’elle est elle-même mère d’une petite fille.
Quand Antoinette, au mépris de sa sécurité, quitte la zone libre pour retrouver son mari à Paris, Bénédicte la suit, laissant derrière elle un homme qui l’aime... Elle assistera impuissante à l’arrestation d’Antoinette par la milice. Elle ne reviendra jamais. Alors, Bénédicte, par fidélité envers cette jeune femme à qui pourtant tout l’opposait, décidera de consacrer sa vie à l’enfant et à la maison qu’Antoinette laisse derrière elle.

## Fiche technique
- Titre : Mademoiselle Drot
- Réalisateur : Christian Faure
- Scénario : Natalie Carter d'après le roman de Hélène Millerand
- Producteur : Laurence Bachman
- Image : Jean-Pierre Hervé
- Musique : Charles Court
- Montage : Jean-Daniel Fernandez-Qundez
- Sociétés de production : Barjac Production, BE-FILMS, Ufilm, France 3
- Pays :  France •  Belgique
- Genre : Film dramatique
- Durée : 95 min.
- Dates de diffusions :
  - 18 septembre 2010 sur La Une
  - 26 septembre 2010 sur France 3
  - 11 novembre 2012 sur France 3

## Distribution
- Louise Monot : Mlle Drot
- Mélanie Bernier : Antoinette Treives
- Michaël Cohen : Ernest Treives
- Lionel Abelanski : Hervé Chambart-Martin
- Anémone : Mme Chambart-Martin
- Catherine Ferran : Mère Marie-Joseph
- Thomas Suire : Lucien Wallabrègues
- Bernard Yerlès : Henri Grandjean
- Salazar Fernández : Le livreur